# Момбаска златна звездогърда тарантула
Момбаските златни звездогърди тарантули (Pterinochilus murinus) са вид паякообразни от семейство Тарантули (Theraphosidae).
Таксонът е описан за пръв път от Реджиналд Инъс Поукък през 1897 година.